# Cantó de Sant Llorenç de la Salanca
El cantó de Sant Llorenç de la Salanca és una divisió administrativa francesa, situada a la Catalunya Nord, al departament dels Pirineus Orientals.

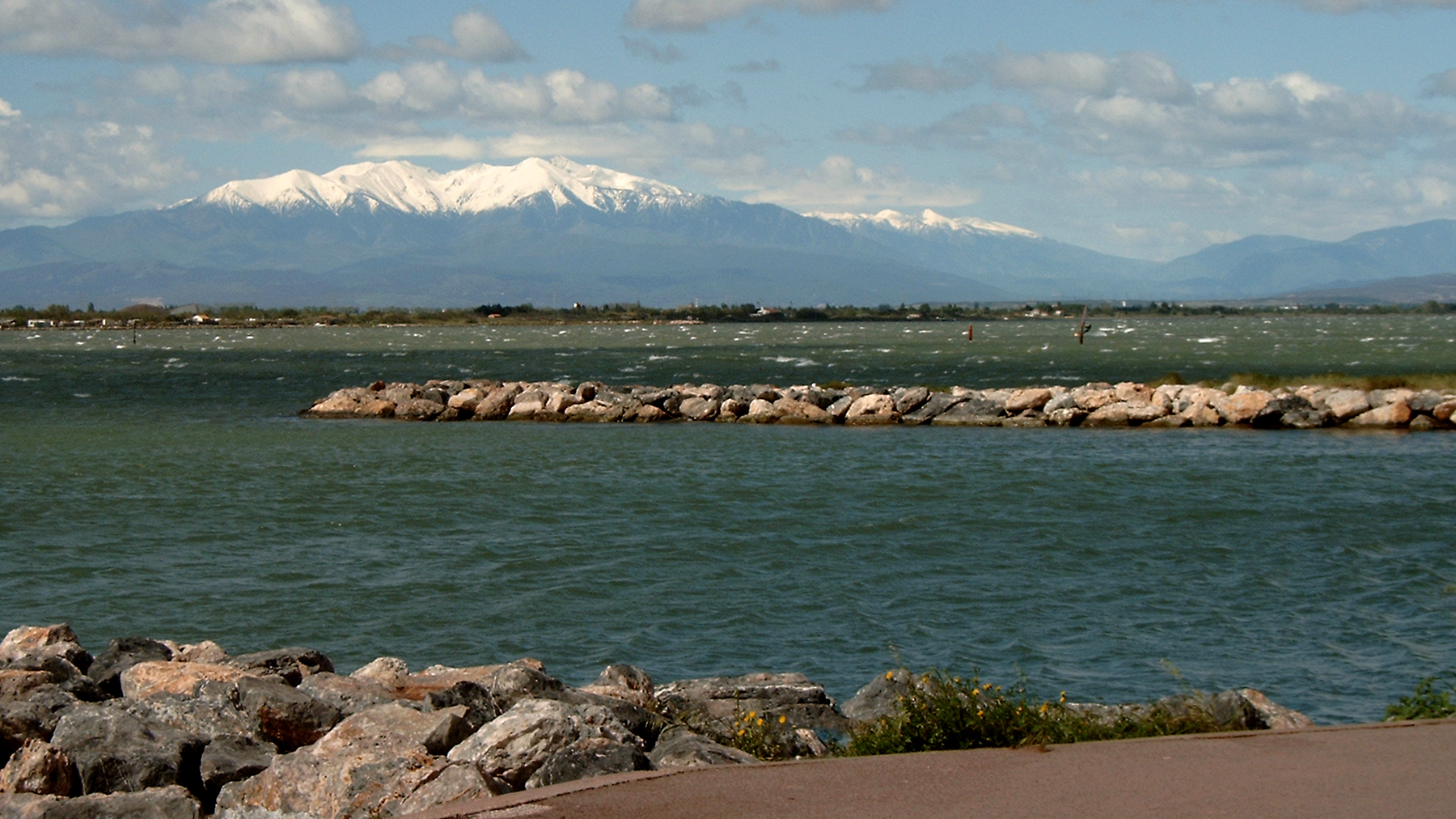
L'estany de Salses amb el Canigó al fons, vistos des del Barcarès

## Composició
El cantó de Sant Llorenç de la Salanca està compost per 5 municipis del Rosselló:
- Sant Llorenç de la Salanca (capital del cantó)
- el Barcarès
- Clairà
- Torrelles de la Salanca
- Sant Hipòlit de la Salanca

Tots els municipis pertanyen a la Comunitat d'aglomeració de Perpinyà-Mediterrània llevat Clairà que forma part de la Comunitat de Comunes de Salanca Mediterrània

## Història
El cantó de Sant Llorenç de la Salanca fou creat en 1790, fou suprimit el 24 pradial any VII (12 de juny de 1799). Aleshores comprenia les comunes de Sant Llorenç de la Salanca, Pià, Sant Hipòlit de la Salanca, Clairà i Torrelles de la Salanca.
Fou creat novament el 7 de març de 1935. Aleshores comprenia les comunes de Sant Llorenç de la Salanca, 
Il est de nouveau créé le 7. Il comprend alors les communes de Saint-Laurent-de-la-Salanque, El Barcarès, Sant Hipòlit de la Salanca, Clairà i Torrelles de la Salanca.
El decret 85-149 de 31 de gener 1985 va crear un nou cantó de Sant Llorenç de la Salanca, similar a la seva configuració actual. Les comunes de Santa Maria la Mar i Vilallonga de la Salanca en foren separades pel decret de 21 de febrer de 1997 i incorporades al nou cantó de Canet de Rosselló.
En la nova divisió administrativa del 2014, aquest cantó es va convertir en el nou cantó de la Costa Salanquesa, amb capitalitat igualment a Sant Llorenç de la Salanca. S'hi integrà també la comuna de Pià.

## Consellers generals
| Data d'elecció | Nom                    | Partit                     | Qualitat |
| -------------- | ---------------------- | -------------------------- | --- |
| 1935-1937      | Henri Abbadie          | SFIO                       | conseller municipal de Perpinyà                                                                                 |
| 1937-1940      | Laurent Vidal-Barragué | Unió Socialista            | Alcalde de Sant Llorenç de la Salanca                                                                           |
| 1945-1949      | Jean Pairé             | SFIO                       | |
| 1949-1955      | M. Artès               | Rad.                       | |
| 1955-1973      | Amédée Cadène          | Divers gauche              | Alcalde de Sant Llorenç de la Salanca (1953-1983)                                                               |
| 1973-2004      | René Marquès           | Divers gauche, després UDF | Alcalde de Sant Llorenç de la Salanca (1983-2001) senador (1992-2001) president del consell general (1987-1998) |
| 2004-2010      | Fernand Siré           | Divers gauche, després UMP | Alcalde de Sant Llorenç de la Salanca (2001-2014)                                                               |
| 2010-2011      | Alain Got              | Divers droite              | Adjunt a l'alcalde de Sant Llorenç de la Salanca                                                                |
| Des del 2011   | Joseph Puig            | MoDem                      | Alcalde de Clairà                                                                                               |